# Liškoun obecný
Liškoun obecný (Alopias vulpinus) je vejcoživorodý, pelagický druh žraloka, obývající oceány i pobřežní vody. Alternativními druhovými jmény jsou žralok liščí, liškoun dlouhoocasý a žralok mlatec.

## Výskyt
Vyskytuje se ve všech tropických a subtropických mořích. Ačkoli plave často u hladiny, spatřen byl i v hloubce 550 metrů.

## Popis
Liškoun obecný je větší druh žraloka. Charakterizuje jej dlouhý ocas, s jehož pomocí nejprve nažene hejno ryb do jednoho místa a následně kořist, jako kyjem, omráčí. Běžně dorůstá délky 5 metrů (průměr je 3 metry) a váhy 230–350 kg, rekordní jedinci dosahují délky pravděpodobně až 6 metrů a hmotnosti 500 kg. K jeho velikosti přispívá především kaudální (ocasní) ploutev, která představuje až polovinu celkové délky jedince. Má pět malých žaberních otvorů a poměrně velké prsní ploutve. Může mít šedé, modrošedé, hnědošedé, někdy i načervenalé zbarvení s kovovým leskem.
Jedná se o plachý druh a pro člověka nepředstavuje hrozbu (údajně neexistuje jediný potvrzený útok), pouze je známo, že několikrát zaútočil na lodě.

## Potrava
Protože má poměrně malou tlamu a nevelké zuby, živí se zpravidla (z více než 90 %) menšími rybami (běžnou součástí jídelníčku je např. makrela, sleď či sardinka), ale dále také chobotnicemi, pelagickými korýši (tzn. žijícími v otevřených vodách) a vzácně i mořskými ptáky.

## Rozmnožování
Samice tohoto druhu mívá 2–4, nanejvýš 6 mláďat. Po narození dosahují velikosti 69–92 cm, případně až 160 cm. Schopný reprodukce může být až ve věku 9–13 let, dle jiných pramenů i dříve (ve 3–8 letech či 5–7 letech), při délce těla 3–4 metry, přičemž samice dospívají vždy později. Dožívá se jistě 15 let, průměrně asi 25 let a nejvýše možná až 50 let (jeden zkoumaný exemplář byl starý 43 let).

## Ohrožení
Mezinárodní svaz ochrany přírody hodnotí druh jako zranitelný. Vysoká byla poptávka po jeho mase a dalších částech těla (cenné jsou např. ploutve, kůže, ale i játra), a v důsledku nadměrného rybolovu došlo k značnému poklesu populace. V současnosti se již některé subpopulace zotavují (např. v oblasti Kalifornie, kde odborníci hlásili velký úbytek) a např. úřady Nového Zélandu už (k roku 2016) druh nepovažují za ohrožený.